# The Thin Red Line (Balaklava)
Pour les articles homonymes, voir The Thin Red Line.
The Thin Red Line est un épisode de la bataille de Balaklava du 25 octobre 1854, pendant la guerre de Crimée. Lors de cette bataille, environ 500 hommes du 93e régiment d'infanterie, aidés par une petite force de 100 blessés légers, de 40 soldats, et soutenus par une force substantielle de fantassins turcs, dirigés par Sir Colin Campbell, ont repoussé une cavalerie russe beaucoup plus nombreuse. Auparavant, la brigade des Highlanders de Campbell avait pris part à des actions lors de la bataille de l'Alma et du siège de Sébastopol. 
Plus de Croix de Victoria ont été remises aux soldats des Highlands à cette occasion qu'à toute autre. L'événement a été porté aux nues par la presse britannique et est devenu une icône des qualités du soldat britannique dans une guerre qui était sans doute mal gérée et de plus en plus impopulaire.

## La bataille
Une force de cavalerie russe de 2 500 hommes, commandée par le général Ryzhov, avançait vers le camp de la cavalerie britannique. Environ 400 cavaliers russes ont été impliqués dans l'incident. C'était tôt le matin, et les seules troupes qui se trouvaient entre la cavalerie russe et Balaklava étaient le 93e régiment.
Colin Campbell, 1er Baron Clyde, aurait dit à ses hommes : « Il n'y a pas de retraite possible ici, les gars. Vous devez mourir sur place. », L'aide de camp de Sir Colin, John Scott, aurait répondu : « Oui, Sir Colin. S'il le faut, nous le ferons. » Campbell plaça le 93e régiment en une ligne de deux rangs de profondeur - la Thin Red Line. Par convention, la ligne devait avoir quatre rangs de profondeur. Cependant, Campbell estima qu'il n'avait pas suffisamment d'hommes entraînés pour former un carré, et décida d'affronter la charge russe avec une double ligne de tir. À l'approche de la cavalerie russe, les Turcs sur les flancs se rompent et s'enfuient. Le 93e régiment a tiré deux volées : à 800 et 500 mètres respectivement. Ils n'eurent pas l'occasion d'en tirer une à bout portant, car les Russes se replièrent. Les comptes-rendus des Highlanders indiquent qu'ils ont commencé à avancer pour une contre-charge avant la dernière salve, mais Sir Colin les a arrêtés en criant : « 93e, soyez maudits Highlanders pour tout cet empressement ! ».
Le correspondant du Times, William Howard Russell, écrivit qu'il ne voyait rien d'autre entre les Russes qui chargeaient et la base d'opérations du régiment britannique à Balaklava que la thin red streak tipped with a line of steel (mince ligne rouge bordée d'une ligne d'acier) du 93e régiment. Condensée en Thin Red Line, l'expression est devenue un symbole du courage britannique au combat.
La bataille est représentée dans une peinture à l'huile de 1881 de Robert Gibb (en), The Thin Red Line (en), qui est exposée au Scottish National War Museum (en) dans le château d'Édimbourg. Elle est également commémorée dans la salle de réunion de l'ancienne école de Campbell, la High School of Glasgow (en), où une peinture de l'action est accrochée bien en évidence, en hommage à l'un des deux généraux de l'école, l'autre étant Sir John Moore, qui a été tué à la bataille de La Corogne pendant la guerre d'indépendance espagnole.

## Version différente
L'historien canadien George T. Denison (en), dans son livre A History of Cavalry from the Earliest Times, With Lessons for the Future, écrit que « ... les escadrons russes n'avaient aucune intention de charger, mais faisaient simplement des démonstrations (en) pour obliger les troupes alliées à montrer leurs positions, et que lorsque le 93e régiment a montré sa ligne sur la colline, l'objectif était atteint et la cavalerie s'est retirée ».

## Utilisations ultérieures du terme
L'expression Thin Red Line est devenue une expression anglophone pour désigner toute unité militaire peu nombreuse qui tient bon face à une attaque. L'expression a également pris le sens métaphorique de la barrière que les forces armées relativement limitées d'un pays présentent aux attaquants potentiels.
L'expression Thin Red Line a ensuite fait référence aux Argyll and Sutherland Highlanders et à leur mission de défense de l'Empire britannique et du Royaume-Uni après l'incorporation des Argylls et des Sutherlands en un seul régiment désormais connu sous le nom de bataillon Argyll and Sutherland du Royal Regiment of Scotland.
L'expression dérivée The Thin Blue Line (la mince ligne bleue) fait référence à la police, ce qui a rapidement donné naissance à l'expression équivalente de Thin Red Line (la mince ligne rouge) qui fait référence aux pompiers. Aux États-Unis, ces expressions sont couramment affichées sur des autocollants de pare-chocs pour exprimer l'appartenance ou le soutien aux services de police et de pompiers. Cependant, à la fin des années 2010, l'expression The Thin Blue Line a été récupérée par les groupes extrémistes américaines et, de plus en plus, l'utilisation de cette expression pour les forces de police et leurs sympathisants est contestée et même prohibée dans plusieurs villes américaines.